# Massa molar
A massa molar é a massa em gramas de um mol de entidades elementares – átomos, moléculas, íons, elétrons, outras partículas ou outros grupos específicos de tais partículas. É representada pela letra "M" ou "MM" e expressa na unidade g/mol. A opção por "MM" pode evitar a confusão com molaridade que usa a letra "M" em português, mas "c" em inglês.
H = 1 g – como existem dois átomos de H na fórmula química da água então o valor seria igual a 2 g. Massa molar de H₂O = 2 g + 16 g = 18 g/mol. O mol é a unidade usada para converter da unidade de massa atômica (u) para gramas. O valor de 1 mol é igual a aproximadamente 6,022 x 10²³, esse valor foi deduzido para a conversão da massa do átomo, que é expressa em "U", ser igual em gramas. Sendo este conhecido como a Constante de Avogadro.

## Relação entre as massas atômica e molar
- A massa molar de um elemento químico ou de uma substância é numericamente igual à massa atômica desse elemento ou do total das massas atômicas componentes da substância em unidades de massa atômica. Desta forma, conhecendo-se a massa atômica de um elemento (expressa em unidades de massa atômica, u.m.a.) ou dos elementos constituintes da substância, sabe-se também  sua massa molar – expressa em g/mol.[3]

Exemplo: a massa atômica total da substância água, H2O = 18 u.m.a., logo M = 18 g/mol – massa de 6,022 x 1023 moléculas de água, do total de seus átomos.
Raramente as massas molares são listadas em tabelas, pois podem ser calculadas a partir das massas atômicas padrões, frequentemente listadas em catálogos químicos, tabelas periódicas ou em MSDS (Fichas de Segurança de Material). As massas molares normalmente variam entre:
1–238 g/mol para átomos de elementos que ocorrem naturalmente;
10–1000 g/mol para compostos químicos simples;
1000–5,000,000 g/mol para polímeros, proteínas, fragmentos de DNA, etc.